# Galanthus alpinus
Galanthus alpinus är en amaryllisväxtart som beskrevs av Dmitrii Ivanovich Sosnowsky. Galanthus alpinus ingår i släktet snödroppar, och familjen amaryllisväxter.

## Underarter
Arten delas in i följande underarter:
- G. a. alpinus
- G. a. bortkewitschianus